# عباس (كاتب)
عباس (بالفرنسية: Abbas)‏ (بالفارسية: عباس عطار) هو صحفي ومصور وكاتب إيراني وفرنسي، ولد في 29 مارس 1944 في خاش في إيران، وتوفي في 25 أبريل 2018 في باريس في فرنسا بسبب السكري.

## وصلات خارجية
- عباس على موقع ميوزك برينز (الإنجليزية)
- عباس على موقع ديسكوغز (الإنجليزية)